# بيير باولو بازوليني
بيير باولو بازوليني (بالإيطالية: Pier Paolo Pasolini) هو شاعر ومفكر ومخرج أفلام وكاتب إيطالي (ولد في 5 مارس 1922 وتوفى في 2 نوفمبر 1975) يعد ظاهرة ثقافية استثنائية لأنه تميز في عدة مجالات مثل الصحافة والفلسفة واللغة والكتابة الروائية والكتابة المسرحية والإنتاج السينمائي والرسم والتمثيل والسياسة. وأظهر بازوليني في هذه المجالات براعة استثنائية مما جعله شخصية مثيرة للجدل، حصدت أفلامه جوائز بعدة مهرجانات سينمائية منها مهرجان فينيسيا السينمائي ومهرجان برلين السينمائي ومهرجان كان.

## حياته
ولد بازوليني في مدينة بولونيا وهو ابن الملازم في الجيش الإيطالي كارلو إلبرتو الذي أصبح مشهورا لإنقاذة حياة بينيتو موسوليني. تزوج والده من أمه المعلمة سوزانا كولوسي في عام 1921 وولد بازوليني في عام 1922 وسمي على اسم عمه. انتقلت عائلته إلى مدينة كونغليانو في عام 1923 وبعد عامين انتقلوا إلى بلونو وولد هناك أخوه غيود إلبرتو ولكن بعد أن أعتقل والد بازوليني بسبب ديون القمار. انتقلت والدته إلى منزل أبيها في كاسارسا ديلا ديليزا في منطقة فريولي.
في عمر السابعة بدأ بازوليني بكتابة الشعر وألهمته الطبيعة الخلابة لمدينة كاسارسا وتأثر بأعمال الشاعر آرثر رامبو وفي عام 1933 انتقل والده إلى مدينة كريمونا ومن ثم انتقل إلى سكانديانو وفيما بعد إلى مدينة ريدجو إميليا. وجد بازوليني صعوبة في التكيف مع هذه التنقلات ولكن في نفس الوقت ساعدته هذه التنقلات في توسع قراءاته للأدب والشعر فقرأ لكل من (ديستوفسكي، تولستوي، شكسبير، كولريدج، نوفليز) وكان يملؤه شعور الحماس الديني في سنوات عمره الأولى. في ثانوية ريدجو إميليا التقى بصديقه الأول لوسيانو سيرا. التقى الاثنان مرة أخرى في بولونيا حيث قضى بازوليني هناك سبعة سنوات لإكمال دراسته الثانوية وأهتم بكرة القدم في هذه الفترة وشكل مع مجموعة من أصدقائه فريقًا متخصصًا بالمناقشات الأدبية.
في عام 1933 تخرج بازوليني من الثانوية والتحق بكلية الآداب في جامعة بولونيا واكتشف هناك مواضيع جديدة مثل فقه اللغة وعلم الجمال من الفنون التصويرية كما كان يتردد على نادي السينما المحلية. وكان دائما يظهر لأصدقائه نشاطه وقوة مظهره الخارجي ويخفي تماما دواخله. شارك بازوليني في المسابقات الثقافية والرياضية للحكومة الفاشية. في عام 1941 مع صديقيه فرانسيسكو ليونتي وروبرتو روفسي حاول بازوليني نشر مجلة شعرية
ولكن فشلت محاولته بسبب نقص في الورق. أدخل بازوليني على شعره بتلك الفترة مقاطع من اللغة الفريولية التي تعلمها من والدته.

## أعماله الشعرية الأولى
بعد فصل الصيف في كاسارسا في عام 1941 نشر بازوليني وبنفقته الخاصة مجموعة من قصائده الشعرية. وأصبح رئيس تحرير لمجلة Il Setaccio («الغربال») ولكنه فصل من العمل بعد صراع مع المدير الذي يؤمن بالنظام الفاشي. سافر بازوليني إلى ألمانيا وساعدته هذه الرحلة في اكتشاف حالة الثقافة الإيطالية «المقاطعة» في تلك الحقبة. وأدى ذلك إلى إعادة التفكير في رأيه حول السياسة الثقافية الفاشية، والتحول تدريجيا إلى الموقف الشيوعي.
في عام 1942، عاش بازوليني وأسرته في مأوى في مدينة كاسارسا، لأنه يعتبر مكاناً أكثر أمانا وهدوءا للانتظار حتى انتهاء الحرب العالمية الثانية، وهذا كان قرارا مشتركاً بين كل عائلات العسكريين الإيطاليين. وفي فترة الحرب واجه بازوليني قلقا بسبب إضطراره لقمع شهواته الجنسية في فترة الحرب خصوصا أنه كان في مرحلة المراهقة فكتب: «اضطرابات مستمرة بدون صور أو كلمات تدق معابدي وتحجبني».
وفي الأسابيع التي سبقت توقيع اتفاق الهدنة في 8 سبتمبر. أعتقل بازوليني وسجن من قبل الألمان. ولكنه تمكن من الفرار متنكرا بزي الفلاحين وعاد إلى كاسارسا. وبعدها أنضم إلى مجموعة من الشباب من محبي اللغة الفيريولية الذين كانوا يهدفون إلى إعطاء مدينة كاسارسا مقاما مهما مثل مقام مدينة أوديني والتي تستعمل لهجتها كلهجة أقليمية رسمية. وفي مايو 1944 أصدروا مجلة بعنوان Stroligùt di cà da l'aga. وفي نفس الوقت عانت مدينة كاسارسا من قصف الحلفاء وإجبرت بالالتحاق بالجمهورية الاجتماعية الإيطالية فضلا عن النشاط الحزبي العسكري.
حاول بازوليني صرف النظر عن هذه الأحداث ففكر هو ووالدته بتدريس الطلاب الغير قادرين على الوصول إلى مدارسهم في بوردينوني أو أوديني. وهنا وقع في علاقة حب مثلية مع أحد طلابه. وفي الوقت نفسه وقعت بحبه تلميذته السلوفينية بينا كالس.
في 12 فبراير 1945 قتل شقيقه غيدو في كمين. بعد ستة أيام من الحادثة أسس بازوليني مع آخرون أكاديمية اللغة الفيريولية (Academiuta di lenga furlana). وفي العام نفسه انضم بازوليني إلى رابطة «الحكم الذاتي الفريولي» وتخرج بعد إكمال أطروحة نهائية حول أعمال جيوفاني باسكولي.
في عام 1946 نشر بازوليني مجموعة قصائد شعرية بعنوان I Diarii («اليوميات») وصدرت من قبل أكاديمية اللغة الفيريولية التي أسسها. وفي شهر إكتوبر من العام نفسه سافر إلى روما ونشر مجموعة قصائد شعرية بعنوان Il Cappellano وأيضا مجموعة أخرى بعنوان I Pianti («البكاء») وكلاهما صدرا من قبل أكاديمية اللغة الفيريولية.

## أعماله الأدبية والسينمائية
صدرت رواية بازوليني الأولى Ragazzi di vita في عام 1955 والتي كتبها بأسلوب البروليتاريا لومبين الرومانية ونتيجة لذلك أتهم بالفحش وكانت هذه أول حالة تعترض حياته الأدبية والفنية المليئة بالمشاكل القانونية. وفي عام 1961 عندما صدرت روايته Accattone والتي تدور أحداثها حول العالم الروماني الخفي أثارت أيضا جدلا مع المحافظين الذين طالبوا برقابة أكثر صرامة.
وفي عام 1964 أخرج فيلمه الأبيض والأسود The Gospel According to St. Matthew وهذا الفيلم أشادوا به وأعتبر كأفضل فيلم روائي عن حياة السيد المسيح، وخلال تصوير هذا الفيلم تعهد بازوليني بأن يخرج الفيلم بطريقة توافق وجهة نظر المؤمنين، ولكن بعد أن عرض العمل لوحظ أن بازوليني أخرجة استنادا على معتقداته الخاصة.
وفي عام 1966 أخرج بازوليني فيلم Uccellacci e uccellini («الطيور الشريرة والطيور الضعيفة») وأختار بازوليني الكوميديان الإيطالي الشهير تورو ليتشارك البطولة مع الممثل المفضل لديه نينتو دافولي.
وفي عام 1968 أخرج فيلم Teorema الذي يحكي قصة شخصيه غامضة تظهر في حياة عائلة إيطالية من الطبقة البرجوازية وترتبط بعلاقات جنسية مع أفراد العائلة.
توالت أفلام بازوليني التي اعتمدت على الفلكلور والجنس مثل Boccaccio's Decameron عام 1971 و Chaucer's Canterbury Tales عام 1972 و «ليالي عربية» عام 1974.
وفي عام 1975 أخرج بازوليني فيلمه الأخير Salò, or the 120 Days of Sodom الملئ بمشاهد العنف السادي، وهو مقتبس من رواية تحمل نفس الاسم من تأليف الماركيز دي ساد ويعتبر هذا الفيلم من أكثر الأفلام المثيرة للجدل.

## وفاته
مات بازوليني مقتولا بعد أن دهس بواسطة سيارته الخاصة لعدة مرات في 2 نوفمبر 1975 بشاطئ في أوستيا قرب روما، ودفن في كاسارسا في مدينته المحبوبة فريولي، وأعتقل شاب يدعى غيوسيب بيلوسي (17 سنة) وأعترف بقتله لبازوليني، وفي 7 مايو 2005 وبعد ثلاثين سنة، تراجع بيلوسي عن اعترافه وقال إنه قاله تحت تهديد بالعنف لعائلته، وأضاف بأن من ارتكب الجريمة هم ثلاث أشخاص يتكلمون باللهجة الجنوبية، ووصفوا بازوليني بأنه «شيوعي قذر».

## روابط خارجية
- بيير باولو بازوليني على موقع IMDb (الإنجليزية)
- بيير باولو بازوليني على موقع ميتاكريتيك (الإنجليزية)
- بيير باولو بازوليني على موقع الموسوعة البريطانية (الإنجليزية)
- بيير باولو بازوليني على موقع روتن توميتوز (الإنجليزية)
- بيير باولو بازوليني على موقع مونزينجر (الألمانية)
- بيير باولو بازوليني على موقع ألو سيني (الفرنسية)
- بيير باولو بازوليني على موقع ميوزك برينز (الإنجليزية)
- بيير باولو بازوليني على موقع تيرنر كلاسيك موفيز (الإنجليزية)
- بيير باولو بازوليني على موقع أول موفي (الإنجليزية)
- بيير باولو بازوليني على موقع قاعدة بيانات الأفلام السويدية (السويدية)